# Fimbristylis juncocephala
Fimbristylis juncocephala är en halvgräsart som beskrevs av Johann Otto Boeckeler. Fimbristylis juncocephala ingår i släktet Fimbristylis och familjen halvgräs. Inga underarter finns listade i Catalogue of Life.